# 丸山亜季 (作曲家)
丸山 亜季（まるやま あき、1923年 - 2014年11月16日）は、おもに児童劇音楽で知られる作曲家である。

## 人物
福岡生まれ。群馬県に住む。「音楽教育の会」の研究者・指導者として活動。「子どもたちに本物の音楽を伝えたい」との思いより多数の歌を作曲し、埼玉県、群馬県をはじめ、全国の学校、保育園などで音楽教育の指導を行う。大阪府茨木市にある、茨木市立平田中学校の校歌を制作。
詩人でフランス文学者の大島博光と交流があり、博光の詩「春がきたら」や訳詩「ぼくはパルファン川の歌声を聞く」などを題材にした曲は、多くの子供たちに親しまれている。大島博光記念館に2009年10月に来館、「丸山亜季先生を囲む詩と歌の集い」を開催し講演を行った。なお当記念館には丸山の薦めによる多くの保育園関係の見学がある。

## 主な作品
- 風と川と子どもの歌 - 斎藤喜博との合作。
- チキサニの太陽 - 深沢一夫の脚本による劇団人形座の劇。
- オキクルミと悪魔 - 木村次郎による台本。
- スーホの白い馬 - 有名なモンゴル民話を音楽劇にしたもの。久保田穣の作詞。
- 星めぐりの歌 - 宮沢賢治の詞による。

## 著作
- 『授業のための歌曲と音楽劇集:丸山亜季作品集』 (飯塚書店, 1975年)
- 『子どもと音楽を創る』 (一ツ橋書房, 1978年)
- 『小さいお城 (丸山亜季歌曲集 1)』 (一ツ橋書房, 1985年)
- 『風と川と子どもの歌 (丸山亜季歌曲集 2)』 (一ツ橋書房, 1986年)
- 『わが想い風になり (丸山亜季歌曲集 3)』 (一ツ橋書房, 1985年)
- 『オキクルミと悪魔 (丸山亜季歌曲集 4)』 (一ツ橋書房, 1986年)
- 『音楽で育つ』 (一ツ橋書房, 1987年)
- 『歌はかがやき光はうたい』 (一ツ橋書房, 1997年)
- 『スーホの白い馬 (丸山亜季歌曲集 別冊)』 (一ツ橋書房, 2002年)
- 『うたが子どもを育て未来をひらく』 (一莖書房, 2015年)